# Trojás
Trojás, 1910 és 1918 között Torjás (románul: Troaș) falu Romániában, Arad megyében.

## Fekvése
Lippától 63 km-re keletre, egy szép fekvésű völgyben található.

## Története
A 18. században jött létre, román lakossággal. 1895-ben 6042 holdnyi erdeje a soborsini Nádasdy-uradalomhoz tartozott. Mészégető kemencéje évi 5000 tonna meszet termelt.
1917 júliusában Bartók Béla Egisto Tangóval, Prostasie és Cornel Givulescuval 18 dalt gyűjtött a falubeliektől.

## Népessége
- 1900-ban 880 lakosából 817 volt román, 38 magyar és 14 ruszin anyanyelvű; 816 ortodox, 24 római katolikus, 19 zsidó és 17 görögkatolikus vallású.
- 2002-ben 206 román nemzetiségű lakosából 168 volt ortodox és 36 pünkösdista vallású.

## Látnivalók
- Ortodox fatemploma 1782-ben épült és 1785 óta áll jelenlegi helyén. Belsejét 1813-ban Nicolae Zugrav festette ki.
- A volt Hunyady-erdészház. A Trojás-patak völgye jó pisztrángos hely.